# Śmierć klasztorna
Śmierć klasztorna – występowała w prawie niemieckim, francuskim i angielskim. Wstępującego do klasztoru traktowano jako "umarłego dla społeczeństwa" (dotyczyło głównie zakonów klauzurowych).